# 1966年の日本シリーズ
1966年の日本シリーズ（1966ねんのにっぽんシリーズ、1966ねんのにほんシリーズ）は、1966年10月12日から10月19日まで行われたセ・リーグ優勝チームの読売ジャイアンツとパ・リーグ優勝チームの南海ホークスによる第17回プロ野球日本選手権シリーズである。後楽園球場と大阪球場で行われた。

## 試合結果
| 日付                                   | 試合   | ビジター球団（先攻） | スコア   | ホーム球団（後攻） | 開催球場   |
| -------------------------------------- | ------ | -------------------- | -------- | ------------------ | ---------- |
| 10月12日（水）                         | 第1戦  | 南海ホークス         | 5 - 12   | 読売ジャイアンツ   | 後楽園球場 |
| 10月13日（木）                         | 第2戦  | 南海ホークス         | 5 - 2    | 読売ジャイアンツ   | 後楽園球場 |
| 10月14日（金）                         | 移動日 | 移動日               | 移動日   | 移動日             | 移動日     |
| 10月15日（土）                         | 第3戦  | 雨天中止             | 雨天中止 | 雨天中止           | 大阪球場   |
| 10月16日（日）                         | 第3戦  | 読売ジャイアンツ     | 3 - 2    | 南海ホークス       | 大阪球場   |
| 10月17日（月）                         | 第4戦  | 読売ジャイアンツ     | 8 - 1    | 南海ホークス       | 大阪球場   |
| 10月18日（火）                         | 第5戦  | 読売ジャイアンツ     | 3 - 4    | 南海ホークス       | 大阪球場   |
| 10月19日（水）                         | 第6戦  | 南海ホークス         | 0 - 4    | 読売ジャイアンツ   | 後楽園球場 |
| 優勝：読売ジャイアンツ（2年連続8回目） |        |                      |          |                    |            |

### 第1戦
10月12日　後楽園球場　入場者数:27145人　試合開始13:00　試合時間2時間52分
| 南海 | 0 | 0 | 0 | 2 | 0 | 1 | 0 | 0 | 2 | 5  |
| 巨人 | 2 | 0 | 2 | 0 | 4 | 0 | 1 | 3 | X | 12 |

| （南） | ●渡辺（1敗）、村上、皆川、森中、三浦、合田 - 野村、鈴木孝、高橋博 |
| （巨） | ○城之内（1勝）、高橋明 - 森                                       |
| 本塁打 |                                                                   |
| （南） | 堀込1号（4回、城之内）、国貞1号（9回2ラン、高橋明）               |
| （巨） | 長島1号（3回2ラン、村上）                                         |

[審判]セ筒井（球）パ小島、セ岡田、パ川瀬（塁）パ久喜、セ田代（外）

公式記録関係（日本野球機構ページ）

### 第2戦
10月13日　後楽園球場　入場者数：27395人　試合開始13:00　試合時間2時間39分
| 南海 | 2 | 0 | 0 | 0 | 0 | 0 | 2 | 0 | 1 | 5 |
| 巨人 | 0 | 0 | 0 | 0 | 0 | 0 | 0 | 1 | 1 | 2 |

| （南） | ○渡辺（1勝1敗） - 野村                     |
| （巨） | ●堀内（1敗）、益田、渡辺、種部 - 森        |
| 本塁打 |                                            |
| （南） | 中島1号（7回、渡辺）、小池1号（7回、渡辺） |
| （巨） | 柴田1号（8回、渡辺）                       |

[審判]パ小島（球）セ竹元、パ田川、セ岡田（塁）セ田代、パ久喜（外）

公式記録関係（日本野球機構ページ）

### 第3戦
10月16日　大阪球場　入場者数：29978人　試合開始13:00　試合時間2時間8分
| 巨人 | 0 | 0 | 0 | 0 | 1 | 1 | 1 | 0 | 0 | 3 |
| 南海 | 0 | 0 | 0 | 0 | 1 | 0 | 1 | 0 | 0 | 2 |

| （巨） | ○城之内（1勝1敗） - 森       |
| （南） | ●渡辺（1勝2敗）、村上 - 野村 |
| 本塁打 |                              |
| （巨） | 王1号（6回、渡辺）           |

[審判]セ竹元（球）パ川瀬、セ筒井、パ田川（塁）パ久喜、セ田代（外）

公式記録関係（日本野球機構ページ）

### 第4戦
10月17日　大阪球場　入場者数：30178人　試合開始13:00　2時間35分
| 巨人 | 0 | 2 | 0 | 3 | 1 | 0 | 0 | 0 | 2 | 8 |
| 南海 | 0 | 0 | 0 | 0 | 1 | 0 | 0 | 0 | 0 | 1 |

| （巨） | ○金田（1勝） - 森                             |
| （南） | ●皆川（1敗）、村上、合田、杉浦、林 - 野村     |
| 本塁打 |                                               |
| （巨） | 王2号（4回3ラン、村上）、柳田1号（5回、村上） |
| （南） | 穴吹1号（5回、金田）                          |

[審判]パ川瀬（球）セ岡田、パ小島、セ筒井（塁）セ田代、パ久喜（外）

公式記録関係（日本野球機構ページ）

### 第5戦
10月18日　大阪球場　入場者数：19791人　試合開始12:59　試合時間3時間50分（延長14回）
| 巨人 | 0 | 0 | 0 | 0 | 0 | 0 | 0 | 2 | 0 | 0 | 0 | 0 | 0 | 1  | 3 |
| 南海 | 0 | 0 | 0 | 0 | 0 | 0 | 0 | 2 | 0 | 0 | 0 | 0 | 0 | 2X | 4 |

| （巨） | 中村、●城之内（2勝1敗） - 森                              |
| （南） | 渡辺、三浦、杉浦、村上、○合田（1勝）- 野村                |
| 本塁打 |                                                           |
| （巨） | 長島2号（8回2ラン、杉浦）                                 |
| （南） | 小池2号（8回2ラン、中村）、ハドリ1号（14回2ラン、城之内） |

[審判]セ岡田（球）パ田川、セ竹元、パ小島（塁）パ久喜、セ田代（外）

公式記録関係（日本野球機構ページ）

### 第6戦
10月19日　後楽園球場　入場者数：29112人　試合開始13:00　試合時間2時間14分
| 南海 | 0 | 0 | 0 | 0 | 0 | 0 | 0 | 0 | 0 | 0 |
| 巨人 | 0 | 0 | 0 | 3 | 0 | 1 | 0 | 0 | X | 4 |

| （南） | ●皆川（2敗）、三浦、村上、新山 - 野村      |
| （巨） | ○益田（1勝） - 森                          |
| 本塁打 |                                            |
| （巨） | 柴田2号（4回、皆川）、黒江1号（6回、村上） |

[審判]パ田川（球）セ筒井、パ川瀬、セ竹元（塁）セ田代、パ久喜（外）

公式記録関係（日本野球機構ページ）

## 表彰選手
- 最優秀選手賞（MVP）･･･柴田勲（巨人）
- 最優秀投手賞･･･城之内邦雄（巨人）
- 打撃賞･･･柴田勲（巨人）
- 技能賞･･･王貞治（巨人）
- 優秀選手賞･･･長島茂雄（巨人）
- 敢闘賞･･･渡辺泰輔（南海）

## テレビ・ラジオ中継

### テレビ中継
- 第1戦:10月12日
  - 日本テレビ 解説：別当薫 ゲスト解説：稲尾和久（西鉄）
- 第2戦:10月13日
  - 日本テレビ 解説：佐々木信也 ゲスト解説：水原茂（東映監督）、稲尾和久
  - NHK総合[1] 解説：小西得郎、加藤進
- 第3戦:10月16日
  - よみうりテレビ≪日本テレビ系列≫ 解説：戸倉勝城 ゲスト解説：稲尾和久、村山実（阪神）
  - 朝日放送≪TBS系列≫※ 解説：芥田武夫 ゲスト解説：水原茂
- 第4戦:10月17日
  - よみうりテレビ≪日本テレビ系列≫ 解説：中上英雄 ゲスト解説：江藤愼一（中日）
  - 朝日放送≪TBS系列≫※ 解説：笠原和夫 ゲスト解説：水原茂
  - NHK総合 解説：松木謙治郎、加藤進
- 第5戦:10月18日
  - よみうりテレビ≪日本テレビ系列≫ 解説：佐々木信也 ゲスト解説：水原茂、村山実
  - NHK総合 解説：小西得郎、加藤進
- 第6戦:10月19日 
  - 日本テレビ 解説：戸倉勝城 ゲスト解説：稲尾和久、江藤愼一
  - NHK総合 実況：岡田実 解説：松木謙治郎、加藤進

※第7戦は日本テレビで中継される予定だった。

### ラジオ中継
- 第1戦:10月12日
  - NHKラジオ第1 解説：小西得郎
  - TBSラジオ（JRN） 解説：土屋亨 ゲスト解説：水原茂
  - 文化放送（NRN） 解説：堀本律雄
  - ニッポン放送（NRN） 解説：関根潤三（このシリーズ以降、巨人コーチ時代を除き、現在に至るまで、ほぼ毎年日本シリーズ解説を担当するようになる） ゲスト解説：毒島章一（東映）
  - ラジオ関東（現・ラジオ日本） 解説：飯島滋弥
- 第2戦:10月13日
  - NHKラジオ第1 解説：松木謙治郎
  - TBSラジオ（JRN） 解説：田宮謙次郎 ゲスト解説：稲尾和久
  - 文化放送（NRN） 解説：堀本律雄
  - ニッポン放送（NRN） 解説：関根潤三
  - ラジオ関東 解説：千葉茂
- 第3戦:10月16日
  - NHKラジオ第1 解説：松木謙治郎
  - TBSラジオ（JRN・朝日放送制作） 解説：笠原和夫 ゲスト解説：小山正明（東京）
  - 文化放送（NRN） 解説：堀本律雄
  - ニッポン放送（NRN・毎日放送制作） 解説：金田正泰 ゲスト解説：中西太（西鉄選手兼任監督）
  - ラジオ関東 解説：宇野光雄
- 第4戦:10月17日
  - NHKラジオ第1 解説：小西得郎
  - TBSラジオ（JRN・毎日放送制作） 解説：大島信雄 ゲスト解説：中西太
  - 文化放送（NRN・朝日放送制作） 解説：芥田武夫 ゲスト解説：小山正明
  - ニッポン放送（NRN） 解説：関根潤三 ゲスト解説：稲尾和久
  - ラジオ関東 解説：飯島滋弥
- 第5戦:10月18日
  - NHKラジオ第1 実況：岡田実 解説：松木謙治郎
  - TBSラジオ（JRN・毎日放送制作） 解説：永井正義 ゲスト解説：中西太
  - 文化放送（NRN・朝日放送制作） 解説：堀本律雄 ゲスト解説：山内一弘（阪神）
  - ニッポン放送（NRN・朝日放送制作） 解説：笠原和夫 ゲスト解説：小山正明
  - ラジオ関東 解説：宇野光雄
- 第6戦:10月19日
  - NHKラジオ第1 実況：斎藤政男 解説：小西得郎
  - TBSラジオ（JRN） 解説：大和球士 ゲスト解説：水原茂
  - 文化放送（NRN） 解説：堀本律雄
  - ニッポン放送（NRN） 解説：関根潤三、永井正義
  - ラジオ関東 解説：千葉茂